# Султан-Янги-Юрт
Султан-Янги-Юрт (кум. Солтан-янгы-юрт «новое село Султана») — село в Кизилюртовском районе Дагестана.
Образует сельское поселение село Султан-Янги-Юрт как единственный населённый пункт в его составе.

## Географическое положение
Село расположено на правом берегу Сулака, на юге граничит с городом Кизилюрт.

## Население
| 1869    | 1888    | 1895    | 1926  | 1939  | 1959  | 1970    |
| ------- | ------- | ------- | ----- | ----- | ----- | ------- |
| 1741    | ↗1893   | ↘1501   | ↘1200 | ↗1952 | ↗3906 | →3906   |
| 1979    | 1989    | 2002    | 2010  | 2012  | 2013  | 2014    |
| ↗5205   | ↘4694   | ↗10 562 | ↘8579 | ↗8753 | ↗8907 | ↗9177   |
| 2015    | 2016    | 2017    | 2018  | 2019  | 2020  | 2021    |
| ↗9322   | ↗9458   | ↗9623   | ↗9726 | ↗9830 | ↗9908 | ↗10 043 |
| 2023    | 2024    | 2025    |       |       |       |         |
| ↗10 232 | ↗10 349 | ↗10 445 |       |       |       |         |

Национальный состав
По данным Всесоюзной переписи населения 1926 года:
| №        | Национальность | Численность, чел. | Доля    |
| -------- | -------------- | ----------------- | ------- |
| 1        | кумыки         | 1 150             | 95,83 % |
| 1.000001 | прочие         | 50                | 4,16 %  |
| 1.000002 | всего          | 1200              | 100 %   |

Национальный состав
По переписи 2002 года население села составляет 10 562 человека, из которых:
- Аварцы — 5906 чел (55,9 %),
- Кумыки — 3630 чел (34,4 %),
- Лакцы — 667 чел (6,3 %),
- Даргинцы — 118 чел (1,1 %),
- Русские — 102 чел (1,0 %),
- Чеченцы — 94 чел (0,9 %),
- прочие — 21 чел[27]

## История
Имеющиеся архивные материалы дают следующие данные об основании селения:
«Младший брат шталмейстера Двора Его Императорского величества Асельдера-бека Казаналипова. Происходит от Султан-Мута Тарковского, сын которого Казаналип,  Выделившись в самостоятельное владение,  Основал названная в честь своего предка Султанянгиюрт...»
В XVI в. являлось уделом тюменских князей, отступивших к Сулаку после занятия их территорий на Тереке царскими воеводами. В 1594 г. царские войска «…землю Шевкальскую воевали и город Тарки и Торкали и Андрееву деревню (Эндирей) и Салтанеево место взяли, сожгли и разорили».
Возрождение села связано с именем эндиреевского князя Али-Султана (Султана) Казаналиповым, переселившего на это место во второй половине XVIII в. из Эндирея часть своих подданных. Отсюда и название — Султан-Янги-юрт — в переводе с кумыкского языка «новое село Султана».
В 1869 году входило в состав Чир-Юртовского наибства Темир-Хан-Шуринского округа. По сообщению Комарова село основано выходцами из «различных мест» и состояло из 4-х кварталов: Тюмень-аул или Ендери-аул (выходцы с Кумыкской плоскости, тюменцы, а также эндирейцы), Дженгутей-аул (выходцы из бывшего Мехтулинского ханства, из Дженгутая), Мичигыш-аул и Тау-аул.
В 1965 году в село были переселены лакцы из села Ханар Лакского района, которые образовали микрорайон Новый Ханар.
В XIX — начале XX вв. село являлось одним из центров ювелирного искусства Дагестана. Местные мастера изготавливали золотые и серебряные женские украшения, пояса для мужчин, украшая их красивой чеканкой. Особенно удавались кольца и серьги.